# アッフィ
アッフィ（伊: Affi）は、イタリア共和国ヴェネト州ヴェローナ県にある、人口約2,400人の基礎自治体（コムーネ）。

## 地理

### 位置・広がり

#### 隣接コムーネ
隣接するコムーネは以下の通り。
- バルドリーノ
- カヴァイオーン・ヴェロネーゼ
- コステルマーノ
- リーヴォリ・ヴェロネーゼ

### 気候分類・地震分類
気候分類では、zona E, 2607 GGに分類される。
また、イタリアの地震リスク階級 (it) では、zona 2 (sismicità media) に分類される。